# François Debluë

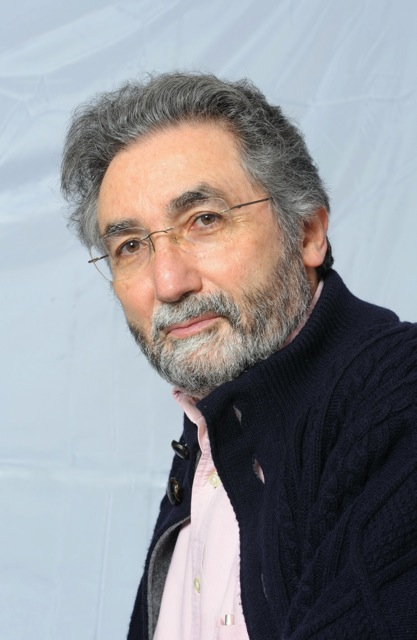
François Debluë (2018)

François Debluë (* 4. März 1950 in Pully) ist ein Schweizer Schriftsteller.

## Leben
François Debluë wuchs in Montreux auf, studierte Romanistik an der Universität Lausanne und arbeitete als Lehrer für Französisch am Gymnase de Chamblandes in Pully.
François Debluë ist in erster Linie Lyriker. Sein Onkel war der Schriftsteller Henri Debluë (1924–1988). Er lebt in Rivaz im Lavaux.

## Auszeichnungen
- 1986: Prix Yves Chammah für Travail du Temps
- 1990: Prix Michel Dentan für Troubles fêtes
- 1999: Schillerpreis
- 2002: Bourse culturelle Leenaards
- 2004: Schillerpreis für das Gesamtwerk
- 2013: Prix Édouard-Rod für das Gesamtwerk
- 2020: Prix suisse de littérature für La Seconde Mort de Lazare

## Werke
- Lieux communs, Lausanne 1979
- Faux jours, Lausanne 1983
- Travail du temps, Lausanne 1985
- Judith et Holopherne, Lausanne 1989
- Troubles fêtes, Lausanne 1989
  - Jubel Trubel. Roman. Deutsch von Margrit von Dach. Benziger, Zürich 1993, ISBN 3-545-36516-6.
- Poèmes de la nuit venue, Lausanne 1992
- Entretien d’un sentimental avec son mur et autres entretiens, Lausanne 1994
- Figures de la patience, Moudon 1998
- Les Saisons d’Arlevin, Moudon 1999 (= Libretto zum Fête des Vignerons)
- L’Embarquement, Genève 1999
- Demeures de l’ombre, Moudon 2000
- Naissance de la lumière, Moudon 2001
- L’Arbre de lumière, Saint-Prex 2002
- Pour l’instant, Lausanne 2002
- Courts traités du dévouement, Genève 2004
- Conversation avec Rembrandt, Paris 2006
- Le Front aux vitres, Chavannes-près-Renens 2008
- Fausses notes, Lausanne 2010
- De la mort prochaine, Meaux 2010
- Par ailleurs, Chavannes-près-Renens 2012
- Fragments d’un homme ordinaire, Lausanne 2012
- Une certaine Chine, Lutry 2012
- Un vœu de silence, Chavannes-près-Renens 2013
- Lyrisme et dissonance, Chavannes-près-Renens 2015
- Nouvelles Fausses Notes, Lausanne 2016
- Mater Dolorosa, Lutry 2017
- Pour une part d’enfance, Chavannes-près-Renens 2017
- La seconde mort de Lazare, Lausanne 2019
- Poèmes de l’Anneau d’Or, Chavannes-près-Renens 2019